# 蛋白质乙酰化
蛋白质乙酰化是指在乙酰基转移酶的催化下，在蛋白质特定的位置添加乙酰基的过程，是细胞通过翻译后修饰控制基因表达、蛋白质活性或生理过程的一种机制。